# 日旺希莱拉巴塞
日旺希莱拉巴塞（法語：Givenchy-lès-la-Bassée，法語發音：[ʒivɑ̃ʃi lɛ la base]，意为“拉巴塞附近的日旺希”）是法国上法蘭西大區加来海峡省的一个市镇，属于贝蒂讷区。

## 地理
日旺希莱拉巴塞（50°31'43"N, 2°45'28"E）面积3.89 平方千米，位于法国上法蘭西大區加来海峡省，该省份为法国北部沿海省份，西北濒北海，南至索姆省，东临北部省。
与日旺希莱拉巴塞接壤的市镇（或旧市镇、城区）包括：费斯蒂贝尔、维奥莱讷、屈安希。

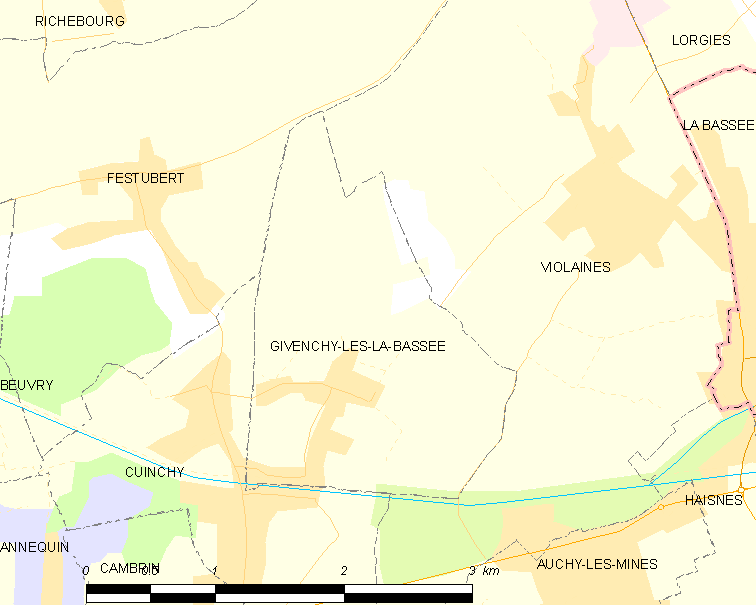
日旺希莱拉巴塞的OSM定位图

日旺希莱拉巴塞的时区为UTC+01:00、UTC+02:00（夏令时）。

## 行政
日旺希莱拉巴塞的邮政编码为62149，INSEE市镇编码为62373。

## 政治
日旺希莱拉巴塞所属的省级选区为杜夫兰县。

## 人口

1962-2008年间日旺希莱拉巴塞人口变化图示

日旺希莱拉巴塞于2022年1月1日时的人口数量为989人。